# Samtgemeinde Hagen
 For alternative betydninger, se Samtgemeinde Hagen (flertydig). (Se også artikler, som begynder med Samtgemeinde Hagen)
Hagen er en Samtgemeinde (fælleskommune eller amt) i den tyske delstat Niedersachsen. Dens administration ligger i Hagen im Bremischen.
1. Januar 2014 nedlægges Samtgemeinde Hagen og kommunen indgår i den nye kommune Hagen im Bremischen 
Samtgemeinde Hagen består indtil da af kommunerne:
1. Bramstedt
2. Driftsethe
3. Hagen im Bremischen
4. Sandstedt
5. Uthlede
6. Wulsbüttel